# Guarded
Guarded è il primo singolo estratto da Ten Thousand Fists, terzo album del gruppo musicale alternative metal statunitense Disturbed. La canzone è stata pubblicata per promuovere il loro terzo album, Ten Thousand Fists.

## Temi lirici
Secondo il cantante David Draiman, Guarded riguarda a come il suo stile di vita lo costringe a proteggersi. Ha detto: "È una canzone che riflette su come la scelta di questa vita forza certa gente a comportarsi in certo modo - dovete rimanere ad un certo livello di guardia."

## Pubblicazione
Guarded è stato pubblicato nelle stazioni radio come un singolo promozionale il 28 giugno 2005. Il cantante David Draiman disse "La canzone è stata fatta uscire solo per stuzzicare l'appetito di tutti. È una delle tracce più aggressive dell'album, solo per ricordate a tutti da dove veniamo e chi siamo."

## Posizioni in classifica
| Anno | Classifica             | Posizione |
| ---- | ---------------------- | --------- |
| 2005 | Mainstream Rock Tracks | 7         |
| 2005 | Modern Rock Tracks     | 28        |

## Formazione
- David Draiman - voce
- Dan Donegan - chitarra
- John Moyer - basso
- Mike Wengren - batteria